# Jan de Hont
Jan de Hont (Amsterdam, 23 juli 1942) is een Nederlands muzikant, die onder meer gitaar speelde in Neerlands Hoop, ZZ en de Maskers, The Magnificent 7, Bram Vermeulen & De Toekomst en The Apron Strings.

## Levensloop

### Jeugd
De Hont komt uit een gezin met vijf kinderen. Als 6-jarig jongetje kwam hij, na de scheiding van zijn ouders, te wonen in Tuindorp Amstelstation in Amsterdam-Oost. Daar leerde hij eind van de jaren vijftig Ria Valk kennen en ook de gebroeders Heeren, die later in Rob de Nijs en de Lords speelden. Na zijn lagere school ging De Hont naar de ambachtsschool op het Timorplein in Amsterdam. Op zijn dertiende kreeg hij tbc en moest hij anderhalf jaar kuren in het Amsterdams Kindersanatorium Hoog Blaricum in Het Gooi. Op zijn veertiende verjaardag kreeg hij een gitaar cadeau. Broer Herman gaf hem een schriftje met akkoorden en schema's. Al snel speelde hij, samen met Peter van Meel (later van de Jets) en Jacques de Vries, in de "Sanatoriumband". Op zijn vijftiende verliet hij het sanatorium. Hij voltooide zijn opleiding aan de ambachtsschool en ging als gediplomeerd timmerman werken bij Meubelmakerij Tiethof in de Rustenburgerstraat.
Hij wilde echter het podium op. Dat gebeurde toen hij Ria Valk weer tegen het lijf liep. Samen met de zangeres en broer Herman gaf De Hont, als 16-jarige, zijn eerste optreden op 5 december 1958, een sinterklaasfeest, bij Speeltuinvereniging Frankendaal.

### The Apron Strings
Met zijn jongere broer Hans de Hont en schoolvriend Roel Vredeveld richtte hij in 1959 The Apron Strings op, naar de gelijknamige hit van Cliff Richard. Later kwam daar nog slagwerker Henny van Pinxteren bij. Het eerste optreden van The Apron Strings was op 19 december 1959 bij Speeltuinvereniging Jakob Maris aan het Columbusplein in Amsterdam-West.

### Robby and The Apron Strings
In mei 1960 ontmoetten de jongens Rob de Nijs, een leerling van de Cabaretschool van Bob Bouber. The Apron Strings hadden dringend een goede zanger nodig en De Nijs wilde wel in een band zingen. De groepsnaam werd gewijzigd in Robby and The Apron Strings en al snel speelde de groep in het voorprogramma van Peter Kraus in de Doelenzaal. Vervolgens kwam Bert de Nijs, de broer van Rob, als extra gitarist bij de band. Op 15 oktober 1960 behaalden ze de eerste plaats op een talentenjacht van Polydor in de Doelenzaal in Amsterdam.

### ZZ en De Maskers
In 1962 ging de groep uit elkaar. Rob en zijn broer Bert stapten uit de band en begonnen Rob de Nijs en de Lords. Jan, Hans, Roel en Henny gingen weer verder onder de oorspronkelijke naam The Apron Strings. Samen met Bob Bouber, voormalig directeur van de Cabaretschool waarvan ze Rob de Nijs kenden, begonnen ze in oktober 1962 met ZZ en De Maskers (een gemaskerde groep muzikanten). Het eerste optreden vond plaats in 1963 in het Kurhaus in Scheveningen. De band verzorgde het voorprogramma van Chubby Checker. Met Chubby Checker brachten ze Stoppin' in Las Vegas/Cato from Volendam uit, een single die het tot een 28e plaats in de hitparade bracht. Tamara/Till kwam uit in mei 1964. In augustus 1964 werd Shake hands uitgebracht.
Het eerste tv-optreden vond plaats op 1 november 1963 in de eerste Voor de vuist weg van Willem O'Duys.
Op verzoek van de Nederlandse tv-piraat TV Noordzee namen ze in december 1964 het instrumentale North Sea melody op dat gebruikt werd als herkenningsmelodie voor de nieuwe zender op het REM-eiland.
In 1965 verliet Bob Bouber de band en gingen ze verder onder de naam De Maskers.

### Andere samenwerkingen
In 1968 stapte Jan de Hont uit De Maskers en ging hij spelen in het Top-40 orkest Anno Nu. In 1970 stapte hij eruit en met de oud-Maskersleden, Ador Otting en Frans Smit richtte hij September op. Hun eerste single was Little Sister. Met een nieuwe bezetting volgde in 1971 nog een single. Onder de naam Cargo bracht EMI nog een plaat uit. Na Cargo deed Jan de Hont in 1973 een jaar lang Top-40 werk in de band Mayflower.

### Neerlands Hoop
Het duo Neerlands Hoop in Bange Dagen van Bram Vermeulen en Freek de Jonge vroeg hem voor het theaterprogramma Neerlands Hoop Express. In eerste instantie voelde hij daar niet veel voor en sloeg het aanbod af. Een dag later kwam hij daarop terug, maar de vacature was toen al ingevuld door Thé Lau. De Hont bood zich spontaan aan als basgitarist. Hij had nog niet eerder basgitaar gespeeld, maar kreeg het instrument snel onder de knie. Na beëindiging van de tournee in 1974, richtte De Hont samen met Thé Lau de band Music Garden op.
In 1977, halverwege het tweede seizoen van Interieur van Neerlands Hoop, haakte De Hont weer aan bij het gezelschap, vooral tot genoegen van Bram Vermeulen, waardoor de nadruk in het programma meer op de muziek kwam te liggen. Hij werkte verder mee aan bijna alle theaterprogramma's van het duo totdat dit, na Code, uit elkaar viel. Hierna ging hij samen verder met Bram Vermeulen.

### Bram Vermeulen en De Toekomst
Toen Peter Warnier, Erik Mooijman, Frans Hendriks en Jakob Klaasse van De Specials zich bij het duo aansloten ontstond Bram Vermeulen en De Toekomst. In twee jaar tijd namen ze drie platen op. In 1982 werd de band opgeheven en ging Bram Vermeulen zijn eigen weg.

### Latere carrière
Hij deed studiowerk voor onder meer The Cats. In 1982 toerde hij samen met Jan Rot en Fay Lovsky door Nederland. De Hont was ook in de jaren 90 als sessiemuzikant betrokken bij verschillende platen van Rot.
In 1987 volgde hij een opleiding tot docent popmuziek aan het conservatorium van Rotterdam.
In 1987 werd hij genomineerd voor de BV Popprijs.
Hij werd lid van het filmorkest The Magnificent 7 (o.m. Henny Vrienten en Fay Lovsky). De groep maakte drie programma's en een cd; The Best Of The Worst.
In 1996 kwam hij bij de begeleidingsband van Boudewijn de Groot waarmee hij jarenlang door Nederland en België toerde. Vanaf 2003 toerde hij twee jaar met reünieconcerten door het land. Van het reünieconcert in Carré verscheen een dvd.
In 2004 werkte hij mee aan de voorstellingenreeks De Vergrijzing van Freek de Jonge. Het twaalfde deel van deze reeks werd Neerlands Hoop In Memoriam, waarbij een scala aan artiesten, onder wie Jan de Hont, Jenny Arean, Boudewijn de Groot, Bart Peeters, Thé Lau, Frank Boeijen, Huub van der Lubbe en Stef Bos hun eerbetoon brachten aan Neerlands Hoop. De uitzending, die op 5 december 2004 werd uitgezonden, werd opgedragen aan de inmiddels overleden Bram Vermeulen.